# Balbisia
Balbisia je rod rostlin z čeledi frankoovité. Jsou to polokeře a keře s jednoduchými nebo trojčetnými listy a pětičetnými, často nápadnými květy. Plodem je tobolka. Rod zahrnuje 20 druhů a je rozšířen v západních a jižních oblastech Jižní Ameriky. Některé druhy mají velmi pohledné květy, dosud však téměř nejsou pěstovány jako okrasné rostliny.

## Popis
Zástupci rodu Balbisia jsou větvené polokeře a keře dorůstající výšky od 30 cm do 2 metrů. Rostliny bývají chlupaté. Listy jsou vstřícné, celokrajné, zpeřeně laločnaté nebo trojlisté. Květy jsou nápadné, žluté, růžové, oranžové nebo červené, pětičetné, jednotlivé nebo v thyrsoidech. Každý květ je podepřen párem trojčetných listenů. 
Kališní i korunní lístky jsou volné.
Tyčinek je 10, jsou volné a mají velké prašníky. 
Semeník obsahuje 5 komůrek s mnoha vajíčky a nese 5 přisedlých blizen.
Plodem je tobolka obsahující u většiny druhů mnoho drobných semen a pukající od vrcholu 5 vytrvalými chlopněmi. U druhu Balbisia gracilis je v každé komůrce pouze po 1 semenu.

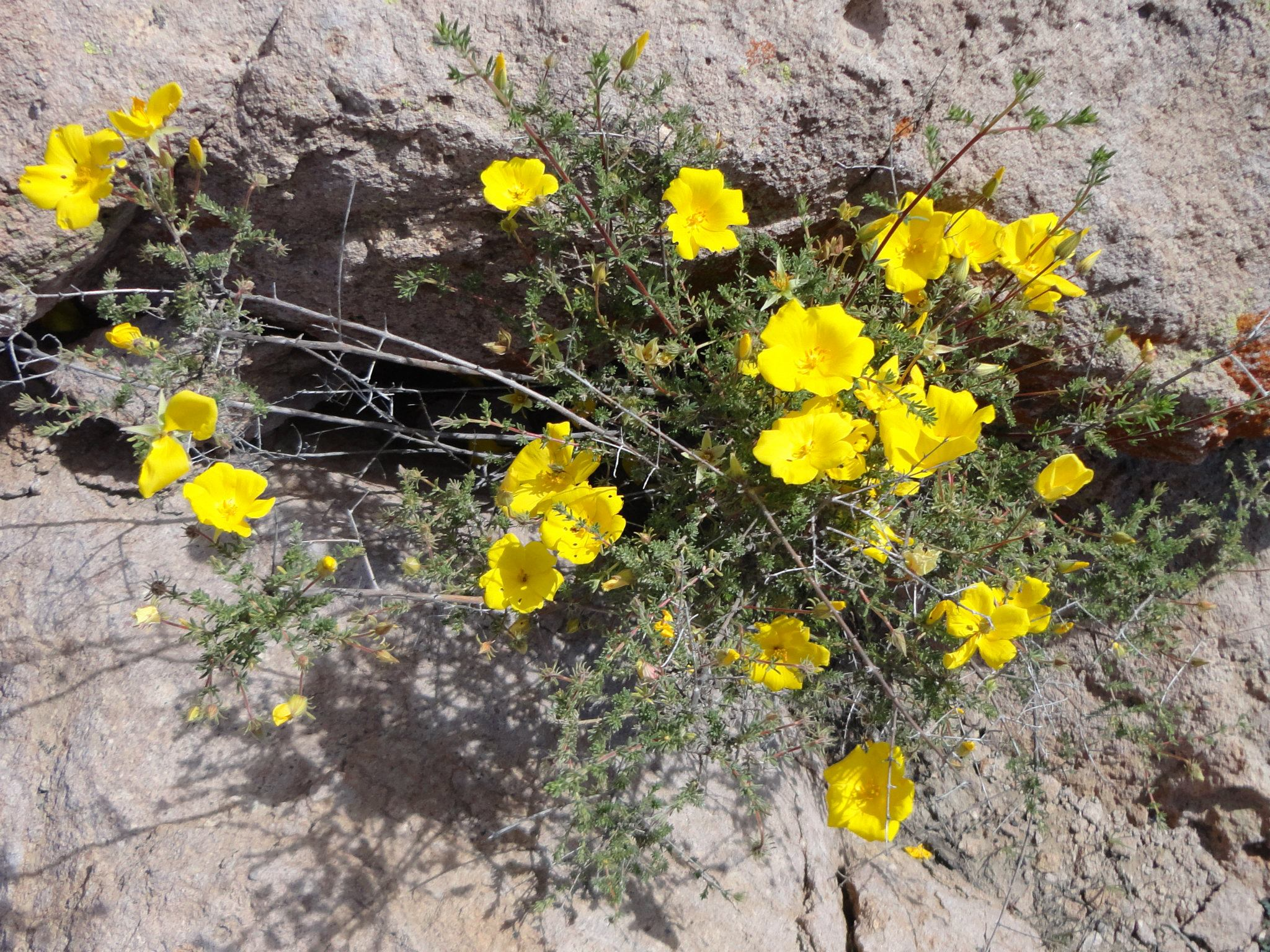
Keř Balbisia v Peru
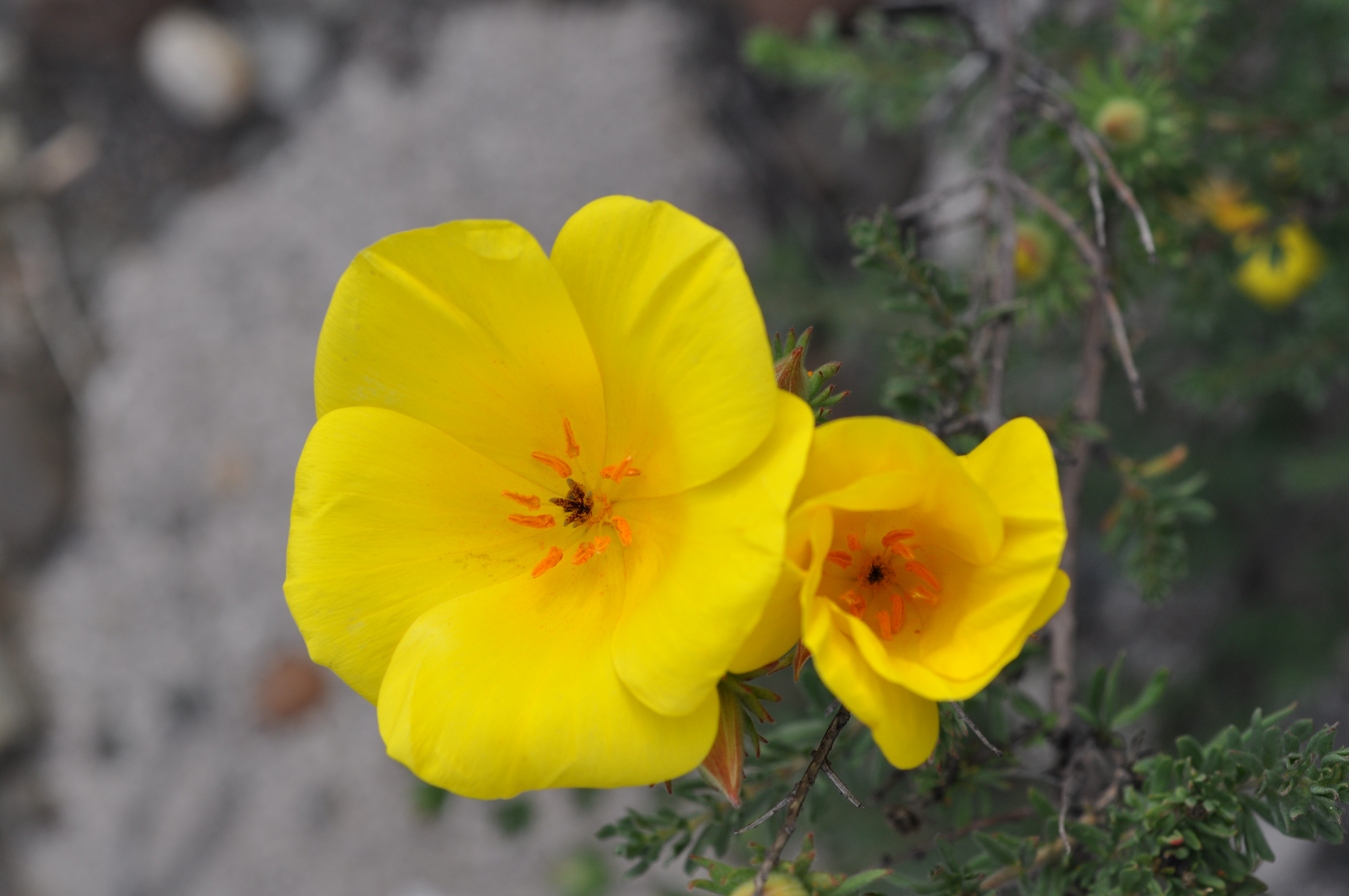
Balbisia peduncularis

## Rozšíření
Rod zahrnuje 10 druhů a je rozšířen výhradně v západních a jižních oblastech Jižní Ameriky od Peru po jižní Chile a Argentinu. Rostliny se vyskytují v oblastech s výrazným obdobím sucha. V jižní části areálu rostou i v nížinách, v severní části areálu (Peru) jsou nejhojnější v nadmořských výškách od 1500 do 3000 metrů. V některých oblastech (např. na západních svazích peruánských And v okolí Arequipa) tvoří dominantní složku horské vegetace.

## Ekologické interakce
Nápadné květy neobsahují nektar a jsou opylovány hmyzem vyhledávajícím pyl. U druhu Balbisia gracilis s drobnými korunními plátky je předpokládáno opylování větrem. Drobná semena bývají roznášena větrem. Za vlhka se jejich povrch stává lepkavým a slizovitým a semena mohou být roznášena i na srsti zvířat.

## Taxonomie
Rod Balbisia je v současné taxonomii řazen do široce pojaté čeledi Francoaceae. V minulosti byl často řazen do čeledi Geraniaceae.
V prvních verzích systému APG byl zprvu součástí čeledi Ledocarpaceae. Ta byla v APG III vřazena do čeledi Vivianiaceae. V APG IV došlo k další změně a čeleď Vivianiaceae byla spolu s dalšími čeleděmi řádu Geraniales vřazena do široce pojaté čeledi Francoaceae. Toto pojetí je odúvodněno tím, že fylogenetické studie přinášejí ohledně vývojových vztahů mezi jednotlivými rody daného řádu stále rozporuplné výsledky a takto je to konsistentní. Nejblíže příbuzným rodem je dle výsledků studií rod Rhynchotheca (jediný druh v Peru a Ekvádoru) a Viviania (6 druhů v Jižní Americe). Tyto tři rody tvoří dohromady monofyletickou skupinu.

## Význam
Některé druhy (zejména Balbisia peduncularis a B. weberbaueri) mají velmi nápadné a pohledné květy a mohly by být pěstovány jako okrasné rostliny. Navzdory tomu se ale dosud v podstatě nepěstují. Druh Balbisia peduncularis je uváděn ze sbírek Pražské botanické zahrady v Tróji.